# ACS Award in pure chemistry
L'American Chemical Society Award in Pure Chemistry o ACS Award in Pure Chemistry (in italiano Premio della Società Chimica Americana per la Chimica Pura) è un premio annuale conferito dalla Società Chimica Americana (American Chemical Society, ACS) per riconoscere e incoraggiare la ricerca di base in chimica pura condotta nel Nord America da giovani uomini e donne 

## Vincitori
- 1931 Linus Pauling
- 1932 Oscar K. Rice
- 1933 Frank H. Spedding
- 1934 C. Frederick Koelsch
- 1935 Raymond M. Fuoss
- 1936 John Gamble Kirkwood
- 1937 E. Bright Wilson, Jr.
- 1938 Paul Doughty Bartlett
- 1940 Lawrence O. Brockway
- 1941 Karl August Folkers
- 1942 John Lawrence Oncley
- 1943 Kenneth S. Pitzer
- 1944 Arthur Clay Cope
- 1945 Frederick T. Wall
- 1946 Charles C. Price, III
- 1947 Glenn T. Seaborg
- 1948 Saul Winstein
- 1949 Richard T. Arnold
- 1950 Verner Schomaker
- 1951 John C. Sheehan
- 1952 Harrison S. Brown
- 1953 William von E. Doering
- 1954 John D. Roberts
- 1955 Paul Delahay
- 1956 Paul M. Doty
- 1957 Gilbert J. Stork
- 1958 Carl Djerassi
- 1959 Ernest M. Grunwald
- 1960 Elias J. Corey
- 1961 Eugene E. van Tamelen
- 1962 Harden M. McConnell
- 1963 Stuart A. Rice
- 1964 Marshall Fixman
- 1965 Dudley R. Herschbach
- 1966 Ronald Breslow
- 1967 John D. Baldeschwieler
- 1968 Orville L. Chapman
- 1969 Roald Hoffmann
- 1970 Harry B. Gray
- 1971 R. Bruce King
- 1972 Roy G. Gordon
- 1973 John I. Brauman
- 1974 Nicholas J. Turro
- 1975 George M. Whitesides
- 1976 Karl F. Freed
- 1977 Barry M. Trost
- 1978 Jesse L. Beauchamp
- 1979 Henry F. Schaefer, III
- 1980 John E. Bercaw
- 1981 Mark S. Wrighton
- 1982 Stephen R. Leone
- 1983 Michael J. Berry
- 1984 Eric Oldfield
- 1985 Ben S. Freiser
- 1986 Peter G. Wolynes
- 1987 George McLendon
- 1988 Jacqueline K. Barton
- 1989 Stuart L. Schreiber
- 1990 Peter G. Schultz
- 1991 Nathan S. Lewis
- 1992 Charles M. Lieber
- 1993 Jeremy M. Berg
- 1994 Gerard F. R. Parkin
- 1995 M. Reza Ghadiri
- 1996 Ann E. McDermott
- 1997 Erick M. Carreira
- 1998 Christopher C. Cummins
- 1999 Chad A. Mirkin
- 2000 Chaitan Khosla
- 2001 Carolyn R. Bertozzi
- 2002 Hongjie Dai
- 2003 Jillian M. Buriak
- 2004 Mei Hong
- 2005 Peidong Yang
- 2006 David R. Liu
- 2007 Xiaowei Zhuang
- 2008 Rustem F. Ismagilov
- 2009 Garnet K.L. Chan
- 2010 Phil S. Baran
- 2011 Melanie S. Sanford
- 2012 Oleg V. Ozerov
- 2013 Theodor Agapie
- 2014 Sara E. Skrabalak
- 2015 Adam E. Cohen
- 2016 Jonathan S. Owen
- 2017 Neal K. Devaraj
- 2018 Mircea Dinca
- 2019 Danna Freedman
- 2020 Corinna S. Schindler
- 2021 Rebekka Klausen
- 2022 Gabriela S. Schlau-Cohen
- 2023 Julia Kalow
- 2024 Jarad A. Mason